# 青島天泰体育場
青島天泰体育場(ちんたおてんたいたいいくじょう、簡体字中国語: 天泰体育场, 英: Qingdao Tiantai Stadium)は、中国・山東省青島市にある多目的スタジアム。

## 概要
元々は青島第一体育場と呼ばれていた。1933年に設立された。収容人数は20,525人。
中国サッカー・甲級リーグ（中国甲級聯賽、国内リーグ2部に相当）に所属する青島中能のホームスタジアムとして使用されている。
何度か改修工事が行われているものの、建設されて約80年が経過しており、設計当時の使用寿命が約100年と想定されていたことから、改修工事が行われる予定である。